# Comuna Novoborîsivka, Rozdilna
Novoborîsivka (în ucraineană Новоборисівка) este o comună în raionul Rozdilna, regiunea Odesa, Ucraina, formată din satele Dobrîi Luk, Durbailî, Ivanivka, Mațkulî, Novoborîsivka (reședința), Poplavka, Preobrajenka, Putîlivka, Raikî și Teatrî.

## Demografie
Componența lingvistică a comunei Novoborîsivka
     Ucraineană (90,31%)
     Rusă (5,36%)
     Română (3,12%)
     Alte limbi (0,62%)
Conform recensământului din 2001, majoritatea populației comunei Novoborîsivka era vorbitoare de ucraineană (90,31%), existând în minoritate și vorbitori de rusă (5,36%) și română (3,12%).